# Principio de mediocridad
El principio de mediocridad es la noción, en filosofía de la ciencia, de que no existen observadores privilegiados para un fenómeno dado. El principio de mediocridad tiene aplicaciones en diversas disciplinas científicas:
- En astronomía, el principio afirma que no existe nada intrínsecamente especial acerca de la Tierra y, por ende, tampoco del ser humano. En consecuencia, el principio de mediocridad sugiere que la vida extraterrestre debe ser relativamente común en el universo, porque las condiciones que han originado la aparición de la vida y de la inteligencia en nuestro planeta deben darse también en un gran número de otros planetas.
- En las ciencias sociales, el principio de mediocridad afirma que no existe nada intrínsecamente especial acerca de «este» (cualquier) momento histórico, y se utiliza para estimar la duración posible de sucesos en curso acerca de los que se tienen pocos datos.

## Introducción
El principio copernicano ("La Tierra no es el centro del universo") fue expandido y reformulado como el principio de mediocridad por John Richard Gott en 1969, cuando, encontrándose en Berlín, intentó estimar la duración probable del Muro basándose en un solo dato (el periodo de existencia del Muro hasta ese momento: ocho años) y un supuesto (que a lo largo de toda la vida del Muro, multitud de personas se harían la misma pregunta que él, y que no había ninguna razón para suponer que él se la estaba haciendo en un momento especialmente significativo de la historia). Con la elegante fórmula derivada de este razonamiento, Gott calculó que había un 50 % de probabilidades de que al Muro le quedasen menos de 24 años de existencia. Como es sabido, el Muro de Berlín fue derribado 20 años después, en 1989.
La fórmula de Gott se basa en dos desigualdades sencillas, que dependen de dos variables: el tiempo actual de existencia {\displaystyle \tau _{actual}} y un factor de fiabilidad f, el cual varía de 0 a 1 (0 a 100 %).

{\displaystyle \tau _{\text{actual}}\times \left|{\frac {f-1}{f+1}}\right|<\tau _{\text{restante}}<\tau _{\text{actual}}\times \left|{\frac {f+1}{f-1}}\right|}

De esta manera, en el caso del Muro de Berlín, se obtiene que, con 8 años de existencia y una probabilidad del 50 %, su tiempo restante sería mayor que 2,66 años y menor que 24 años.

## Cosmología

### La Tierra no es un planeta muy excepcional
El planteamiento tradicional del principio de mediocridad copernicano es razonado de esta manera: en la antigüedad se pensaba que la Tierra era el centro del sistema solar, pero Copérnico propuso que el Sol cumplía este rol. Esta visión heliocéntrica fue confirmada años después por Galileo, quien demostró, con ayuda de un telescopio, que las lunas de Júpiter orbitaban Júpiter, y que Venus entonces orbitaría al Sol.
En la década de 1930 RJ Trumpler encontró que el sistema solar no era el centro de la Vía Láctea como se pensaba y que, más bien, estaba aproximadamente a medio camino entre el centro de la galaxia y el final de sus brazos espirales. A mediados del siglo XX George Gamow (et al.) mostró que a pesar de que parece como si nuestra galaxia fuera el centro del universo en expansión, cada punto en el Universo experimenta la misma sensación de desplazamiento hacia el rojo.
Y al final del siglo Geoff Marcy y sus colegas mostraron que los planetas extrasolares son muy comunes, poniendo final a la idea de que nuestro sol es extraordinario por el hecho de tener planetas que lo orbitan. En resumen, la mediocridad copernicana es la serie de hallazgos astronómicos en que la Tierra es un planeta relativamente ordinario orbitando una estrella ordinaria en una galaxia ordinaria que a su vez es parte de un número indeterminado de galaxias en un universo cuya delimitación espacial ni siquiera está definida con certeza.

### Críticas al principio de mediocridad
Al plantear que la evolución, civilización, tecnología, etc., que existe en la Tierra no es nada fuera de lo común, algunos defensores de SETI toman el principio de mediocridad como una razón de peso para esperar abundancia de señales extraterrestres. Por ejemplo, Carl Sagan usaba el principio para sugerir que «podría existir un millón de civilizaciones en la Vía Láctea». Los seguidores de la paradoja de Fermi toman los pocos hallazgos de la búsqueda de estas señales u otras evidencias como una indicación de lo erróneo del principio de mediocridad.
La falta de contacto es interpretada a menudo como una escasez de inteligencia humanoide y no como una falta de planetas similares a la Tierra, pero la carencia de cualquiera de las dos puede ser considerada como una refutación del principio de mediocridad, dependiendo de si el principio se aplica de manera estricta a la Tierra o, más vagamente, a sus habitantes.
Negar el principio de mediocridad es comparable a afirmar la hipótesis de la Tierra especial; por ejemplo,González y Richards (2004) presentan el caso de la unicidad de la Tierra en su libro El planeta privilegiado. En él se dice:

No es que estemos en el centro del Universo, pero sí en la mejor ubicación para que florezca vida compleja y para observar lo que está más allá de nosotros. 

Argumentan que el cosmos, como un todo, está finamente diseñado para la vida, y que dentro de él, las peculiaridades terrestres hacen de nuestro planeta un punto muy especial, y refutan el principio de mediocridad con base en los siguientes argumentos:
- la Tierra orbita una estrella no binaria, rica en metales, a una distancia ideal para no ser totalmente irradiada ni tampoco ser una roca congelada;
- la Tierra es una roca de silicato con la masa suficiente, placas tectónicas y centro de hierro, para proteger la vida que en ella se desarrolla;
- los grandes planetas vecinos del nuestro nos protegen de asteroides sin desestabilizar la órbita terrestre;
- existe una cantidad ideal de agua para mantener una hidrosfera;
- la Luna es anómalamente masiva, creando mareas y estabilizando el movimiento axial de la Tierra. Según Jacques Laskar, esta importante característica es imposible de obtener sin una luna como la nuestra;
- la ubicación galáctica de la Tierra es extraña e importante: «No está en el centro de la galaxia ni en un cúmulo globular; no está cerca de una fuente activa de rayos gamma, ni en un sistema multiestelar, ni cerca de un púlsar, ni cerca de estrellas muy pequeñas, grandes, o que estén prontas a convertirse en supernovas». (Rare Earth, página 282).

Los avances en la detección de planetas extrasolares validarán, o no, muchos de estos puntos en el futuro cercano.

## Ciencias sociales
A modo de demostración, Gott utilizó con notable éxito el principio de mediocridad para estimar la duración en cartel de cuarenta y cuatro obras de teatro que se estaban representando en Nueva York en aquel momento. También lo ha utilizado para estimar la supervivencia de la raza humana. Una variación del principio de mediocridad en este contexto es el argumento del apocalipsis.